# Topcea, Koreț
Topcea (în ucraineană Топча) este un sat în comuna Velîka Klețka din raionul Koreț, regiunea Rivne, Ucraina.

## Demografie
Componența lingvistică a localității Topcea
     Ucraineană (99,04%)
     Alte limbi (0,96%)
Conform recensământului din 2001, majoritatea populației localității Topcea era vorbitoare de ucraineană (99,04%), existând în minoritate și vorbitori de alte limbi.